# Peterview
Peterview är en ort i Kanada.   Den ligger i provinsen Newfoundland och Labrador, i den östra delen av landet, 1 600 km öster om huvudstaden Ottawa. Peterview ligger 17 meter över havet och antalet invånare är 807.
Terrängen runt Peterview är platt österut, men västerut är den kuperad. Havet är nära Peterview norrut. Runt Peterview är det glesbefolkat, med 11 invånare per kvadratkilometer.. Närmaste större samhälle är Botwood, 3,7 km norr om Peterview. 
I omgivningarna runt Peterview växer i huvudsak blandskog.